# Asiatische Riesenhornisse

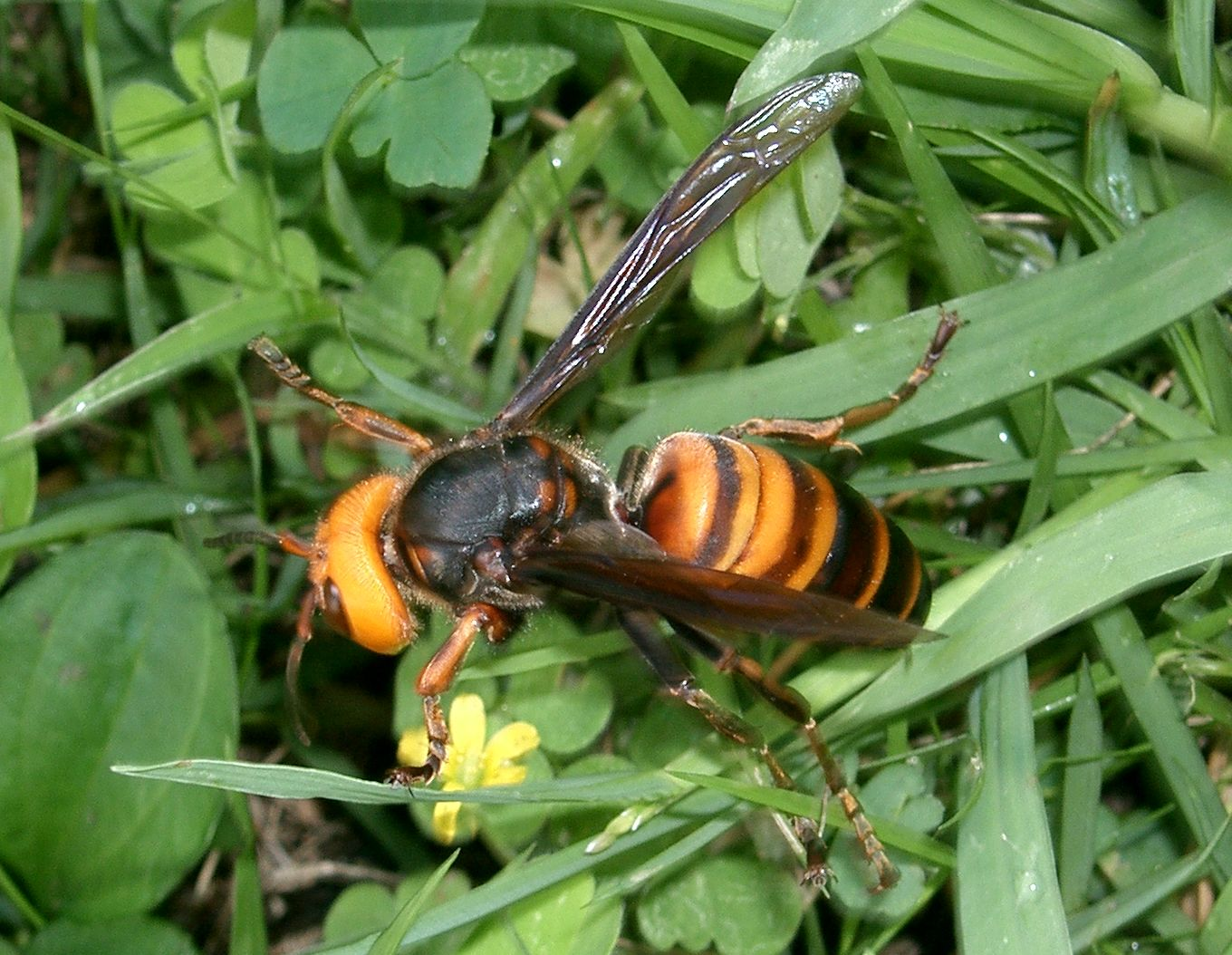
Asiatische Riesenhornisse

Die Asiatische Riesenhornisse (Vespa mandarinia) ist eine in Ost- und Südostasien vorkommende Hornissenart. Asiatische Riesenhornissen sind bis zu fünfmal so groß wie Westliche Honigbienen. Ein Stich der Riesenhornisse wird als äußerst schmerzhaft beschrieben. In Japan sterben im Jahr durchschnittlich 40 Menschen durch eine allergische Reaktion auf die Stiche ihrer größten Unterart, der Japanischen Riesenhornisse (Vespa mandarinia japonica, jap. Ōsuzumebachi (オオスズメバチ / 大雀蜂) ‚große Sperlingsbiene‘).

## Merkmale
Arbeiterinnen haben eine Länge von 27–45 mm, Königinnen von bis zu 55 mm. Die Arbeiterinnen haben eine Flügelspannweite von ungefähr 76 mm und einen 6 mm langen Giftstachel. Der Kopf ist orange und im Vergleich zu anderen Hornissen verhältnismäßig breit. Facettenaugen und Ocellen sind dunkelbraun, die Antennen graubraun mit orangem Schaft. Die Stirnplatte ist orange mit schmalen Ausbuchtungen im hinteren Teil. Die Mandibeln sind orangebraun mit schwarzer Zahnung. Thorax und Propodeum haben einen goldenen Farbton. Das zweiteilige Scutellum ist groß, mit einer tiefgezogenen Rille in der Mitte. Das vordere Beinpaar ist dunkelorange mit dunkelbraunen Tarsen, die mittleren und hinteren Beine sind dunkelbraun. Die Gaster ist dunkelbraun mit einem pulverartigen weißen Belag und schmalen gelben Bändern an den Hinterrändern der Tergite, nur das sechste Segment ist komplett gelb. Der Giftstachel besitzt keine Widerhaken und kann daher mehrfach eingesetzt werden. Das Gift enthält eine hohe Konzentration an Acetylcholin.

## Vorkommen
Die Asiatische Riesenhornisse ist besonders häufig in ländlichen Regionen Japans anzutreffen. Außerdem kommt sie im südöstlichen Teil des asiatischen Russlands, den südlichen Regionen von Primorski Krai sowie in Korea (koreanisch 장수말벌 jangsumalbeol, „langlebige Wespe“ genannt), China (chinesisch 虎頭蜂, Pinyin Hǔtóufēng, „Tigerkopf-Hornisse“ genannt), Indochina, Nepal, Bhutan, Indien und Sri Lanka vor.
Angebliche Sichtungen dieser Spezies in anderen Teilen der Welt, etwa in Europa oder Mexiko, beruhten bisher immer auf fehlerhaften Zuweisungen anderer Hornissenarten wie Vespa orientalis („Orientalische Hornisse“) und Vespa velutina („Asiatische Hornisse“), insbesondere wird seit 2004 eine von Frankreich ausgehende Invasion der kleineren Art Vespa velutina nigrithorax in Europa beobachtet.
Seit dem Herbst 2019 wurden Sichtungen in den USA und Kanada verzeichnet und im Oktober 2020 in der Stadt Blaine im US-Bundesstaat Washington erstmals ein ganzes Nest gefunden und entfernt. Möglicherweise wurde die Art erfolgreich in Nordamerika ausgerottet, denn seit 2022 gab es keine bestätigte Sichtung mehr.
Funde von Fossilien am Canyon Ferry (Montana, Vereinigte Staaten) zeigen, dass die heute in Asien verbreitete Art bereits vor mehr als 23 Millionen Jahren (spätes Oligozän oder frühes Miozän) auf natürliche Weise schon einmal in Nordamerika vorkam.

## Lebensweise

### Entwicklung einer Kolonie
Vespa mandarinia nistet bevorzugt in unterirdischen Hohlräumen. Wenn gelegentlich oberirdische Nistplätze (Baumhöhlen oder Ähnliches) bezogen werden, befinden sich diese selten mehr als 1–2 m über dem Boden.
Aus den Eiern der Königin bilden sich nach zirka einer Woche Larven. Mit ihren Mundwerkzeugen schaben die Larven an den Zellenwänden, um der Königin das Signal für die Nahrungssuche zu geben. Diese bringt geeignete Beutetiere, vorwiegend Insekten, die mit den scharfen Oberkieferzangen geköpft und zu einer weichen Futtermasse zerkaut werden, von der die Königin zur Deckung des für die Bruttätigkeit nötigen Proteinbedarfs ebenfalls etwas frisst. In ähnlicher Weise versorgen die später schlüpfenden Arbeiterinnen die nachrückende Brut. Auf Grundlage zerkauter Beutetiere wachsen die Larven rasch heran und gehen in das Puppenstadium über. Im Herbst eines jeden Jahres schlüpfen auch männliche Tiere, die Drohnen, die kurze Zeit nach der Begattung der Jungköniginnen sterben.
Zu Beginn der kälteren Jahreszeit sterben die Hornissenkolonien ab – lediglich die Jungköniginnen überleben in einem geschützten Winterquartier mit geeignetem Mikroklima. Im darauffolgenden Frühjahr fliegen sie aus, um einen Platz für ein neues Nest zu suchen.

### Ernährung

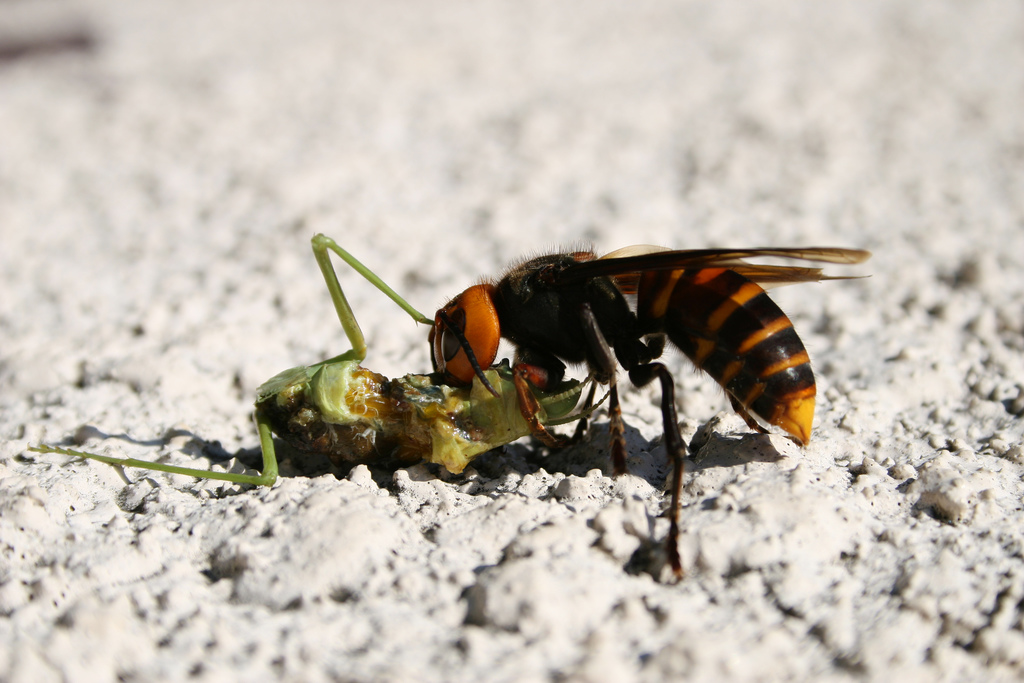
Asiatische Riesenhornisse mit erbeuteter Fangschrecke

Die geschlüpfte Hornissenarbeiterin wächst nicht mehr und benötigt selbst keine Proteine, hat aber aufgrund ihres massigen Körpers und der energieaufwändigen Flugtätigkeit einen hohen Bedarf an Zucker, der neben dem Fraß von Verdauungsstoffen der Beutetiere zunächst auch durch Blütenbesuche abgedeckt werden kann. Wie alle Wespenarbeiterinnen ernähren sich die Imagines fast nur vegetarisch, primär von Zucker und Pollen. Proteinquellen werden vor allem benötigt, um den Nachwuchs zu ernähren. Auffällig sind die kräftigen Wangen der Vespa mandarinia. Dahinter verbirgt sich eine gut ausgebildete Kaumuskulatur, die es der Hornisse ermöglicht, als Hauptbeute mittelgroße bis große Käfer zu jagen und anschließend für ihre Brut zu zerlegen. Mit fortschreitender Jahreszeit jedoch, in Japan meist ab Ende August, wenn solche Käfer immer spärlicher erbeutet werden und zur Versorgung der wachsenden Kolonie nicht mehr ausreichen, stellt sich die Vespa mandarinia auf neue Eiweißquellen ein. Da mit dem Anwachsen der Kolonie und dem Heranziehen der körperlich noch massigeren Geschlechtstier-Larven sowohl der Proteinbedarf als auch Zuckerbedarf stark ansteigt, wendet sie sich nun bevorzugt Honigbienen zu, die neben ihrer proteinhaltigen Körpersubstanz, die an den Nachwuchs verfüttert wird, meist auch über gesammelten Nektar, Honig und Pollen verfügen und sich gleichzeitig zur Versorgung von Arbeiterinnen und Nachwuchs eignen. Diese Lebensweise macht die Riesenhornisse zu einer ernst zu nehmenden Bedrohung für die sehr viel kleineren Honigbienen. Aber auch Wespen- und andere Hornissenvölker sind potentielle Beutetiere, beispielsweise die kleineren Wespenarten Vespa affinis oder Vespa dybowskii.

### Jagdverhalten

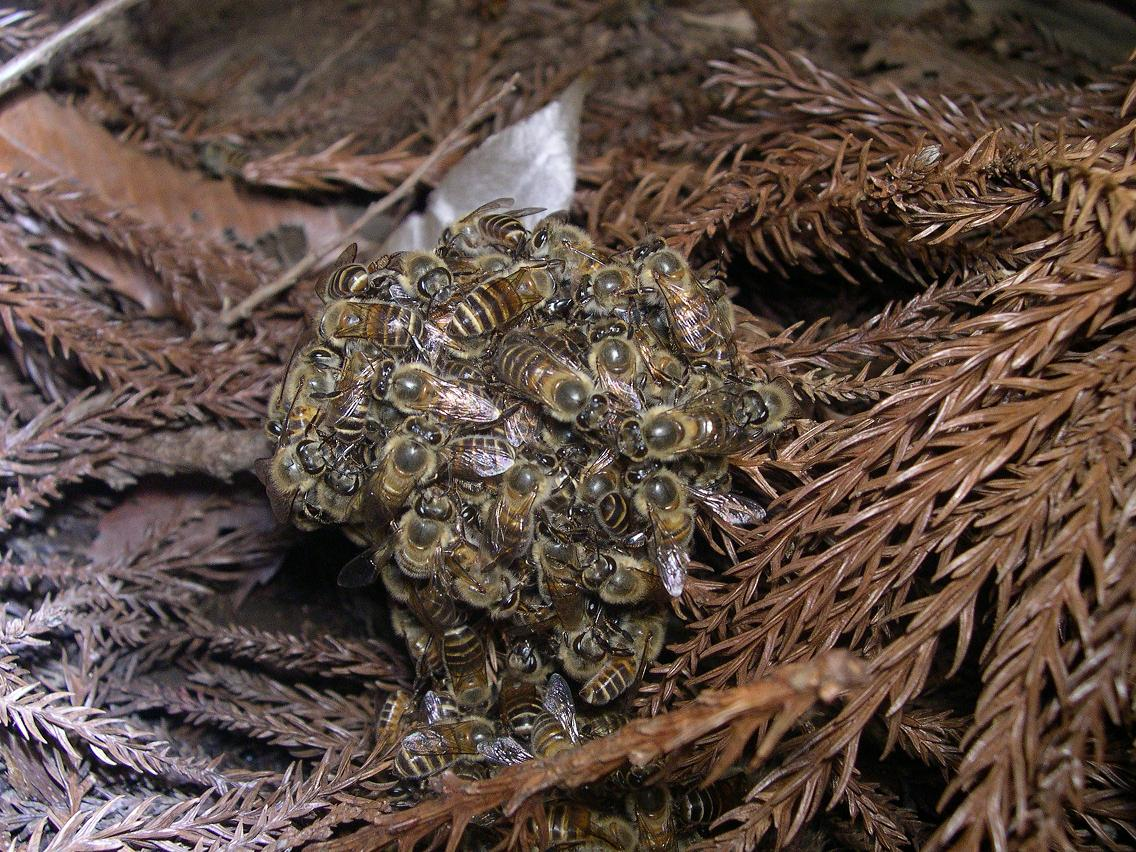
Die sogenannte Hitzekugel von Apis cerana japonica gegen Hornissen

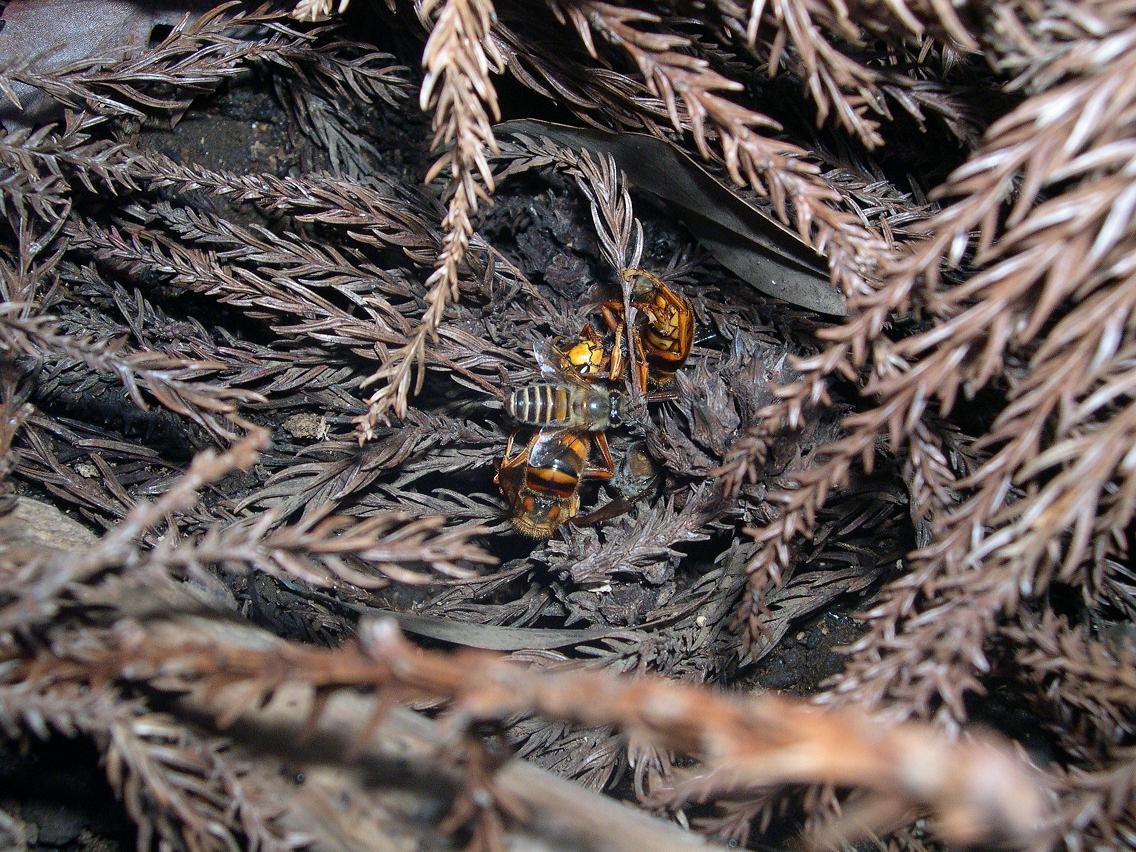
Das Ergebnis: zwei getötete Hornissen, allerdings einer kleineren Art (Vespa simillima xanthoptera)

Gegen Ende des japanischen Sommers kommt es zu koordinierten Massenangriffen der Asiatischen Riesenhornisse auf Nester kleinerer Wespen und Bienen. Zunächst unternehmen einzelne Riesenhornissenspäherinnen längere Suchflüge und markieren ein geeignetes Nest mit Duftstoffen, den Pheromonen. Die Rekrutierung von Nestgenossinnen ist bei Wespenarten selten und sonst eher von Bienen bekannt. Dem Pheromon folgend attackieren nun weitere Arbeiterinnen das Nest. Die Hornissen nutzen dabei ihre gut entwickelten Mundwerkzeuge und sind durch einen starken Chitinpanzer weitgehend vor den Wehrstacheln der Wespen und Bienen geschützt. Die Verluste angegriffener Bienenvölker sind extrem hoch (durchschnittlich 40 Tiere in einer Minute) und können sogar die Auslöschung des ganzen Bienenstaates zur Folge haben. Überwältigte Nester werden oft ausgiebig geplündert und zerstört. Das macht die asiatische Riesenhornisse bei den ansässigen Imkern recht unbeliebt.
Die in Japan heimische Östliche Honigbiene (Apis cerana) hat – anders als die eingeführte Westliche Honigbiene (Apis mellifera) – eine wirksame Prävention gegen solche Angriffe entwickelt. Entdecken die Bienen eine Hornissenspäherin, so signalisieren sie mit einem Zittern ihres Hinterleibs, dass ein Gegenangriff eingeleitet werden soll. Mehrere hundert Bienen stürzen sich dann blitzartig auf die Hornisse und erzeugen eine Hitzekugel – einen ballförmigen Schwarm – um die Hornisse. Im Inneren des Gedränges wird durch Muskelzittern eine Temperatur von über 45 °C erzeugt, bei der die Hornissenspäherin stirbt, während die Bienen durch einen anderen Stoffwechsel kurzzeitig Temperaturen bis zu 50 °C ertragen können. Neuere Arbeiten gehen davon aus, dass auch die erhöhte CO2-Konzentration in der Hitzekugel zum Tod der Hornissen beiträgt. Andere staatenbildende Hautflügler inklusive der Westlichen Honigbiene können sich in der Regel nicht wirksam gegen die Asiatische Riesenhornisse verteidigen.

### Feinde

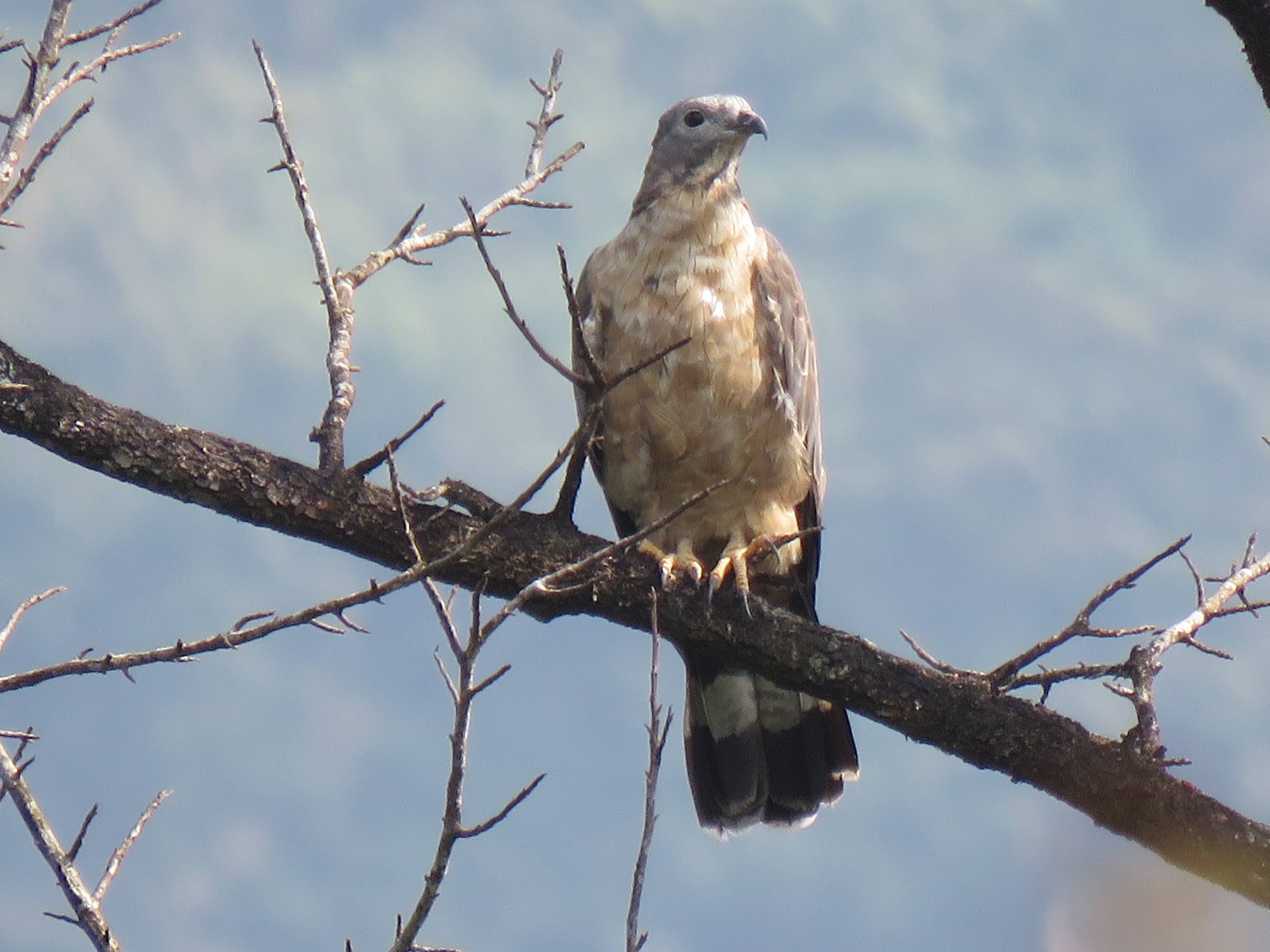
Der Schopfwespenbussard (Pernis ptilorhynchus) ist einer der bedeutendsten Feinde der Asiatischen Riesenhornisse.

Die Asiatische Riesenhornisse hat, bedingt durch ihre Wehrhaftigkeit, vergleichsweise wenige natürliche Feinde und ist darüber hinaus gegenüber allen anderen staatenbildenden Bienen und Wespen (andere Hornissen eingeschlossen), mit denen sie ihren Lebensraum teilt, dominant. Es kann jedoch vorkommen, dass sich rivalisierende Völker der Asiatischen Riesenhornisse gegenseitig angreifen.
Weitere Feinde dieser Hornissenart sind Wespenbussarde (Gattung Pernis), besonders der Schopfwespenbussard (Pernis ptilorhynchus), der sich wie die anderen Arten der Gattung auf staatenbildende Hautflügler spezialisiert hat und über ein dichtes Gefieder verfügt, wodurch er vor Stichen der Hornissen gut geschützt ist. Die Vögel dieser Gattung können sich dadurch auch ungehindert den Nestern der Hornissen nähern und diese anschließend ausplündern.

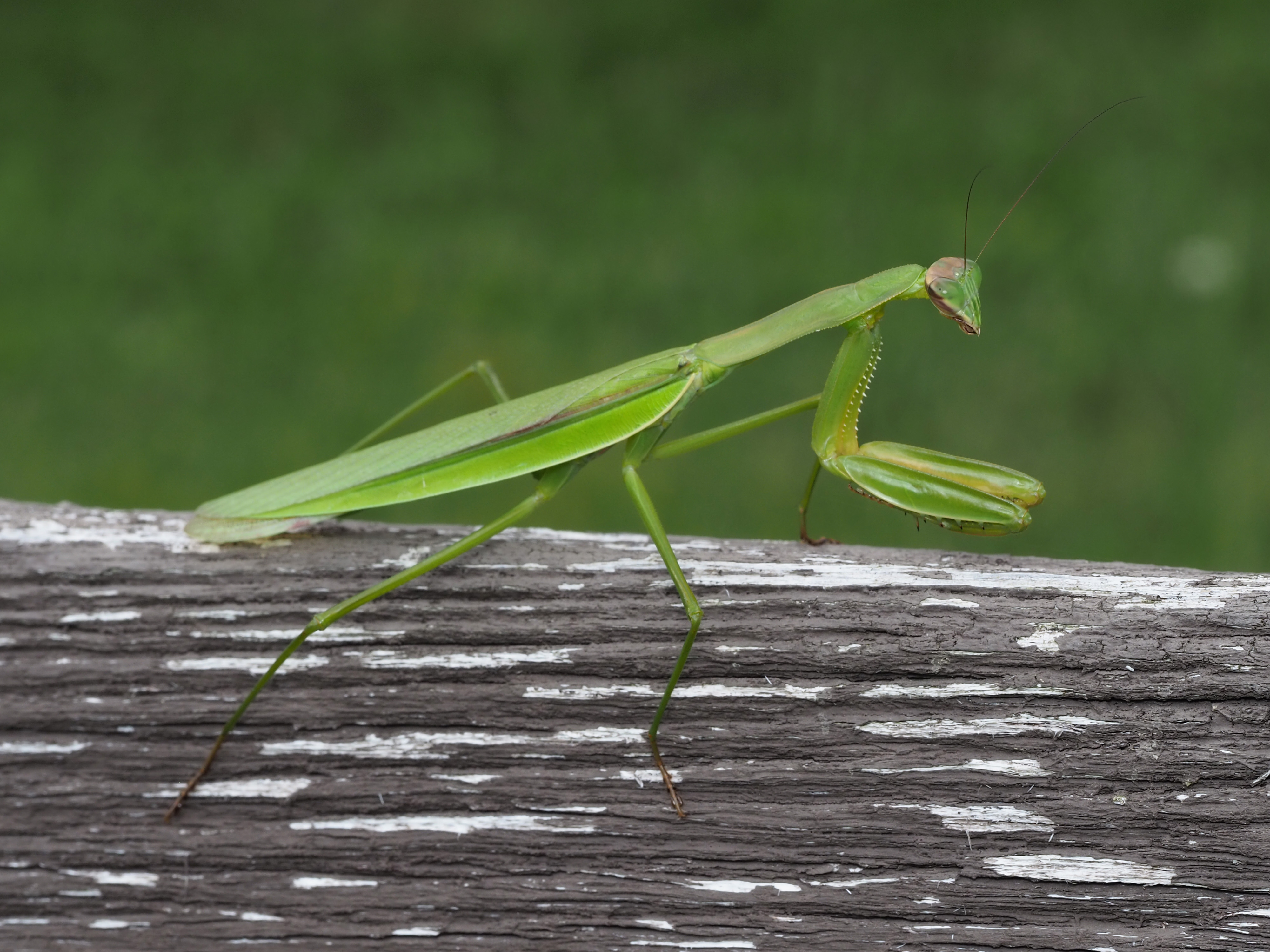
Die Große Chinesen-Mantis (Tenodera sinensis) zählt zu den Fangschrecken, die einzelne Individuen der Asiatischen Riesenhornisse erbeuten können.

Obwohl zum Beutespektrum der Hornisse auch Fangschrecken zählen, können einzelne Individuen der Asiatischen Riesenhornisse ebenso Exemplaren von größeren Vertretern dieser Ordnung, bsp. der Großen Chinesen-Mantis (Tenodera sinensis), zum Opfer fallen. Die Östliche Honigbiene kann sich einzelner Späher der Hornisse, die in deren Nest eindringen, erwehren. Ein Parasit, der sich auf die Asiatische Riesenhornisse spezialisiert hat, ist der Fächerflügler Xenos moutoni.
Die größte Bedrohung für die Asiatische Riesenhornisse geht jedoch vom Menschen aus, der die Hornisse oftmals als Lästling oder Imkereischädling einstuft und sie zu bekämpfen versucht (siehe Kapitel Bedeutung für den Menschen).

## Bedeutung für den Menschen
Wegen der hohen Aggressivität der Riesenhornisse gegenüber staatenbildenden Insekten wird diese besonders von Bienenzüchtern bekämpft. Da Westliche Honigbienen deutlich mehr Honig produzieren als die einheimische Asiatische Biene, greifen viele Imker eher zu chemischen Schädlingsmitteln, anstatt wieder auf die Östlichen Bienen umzusteigen. Die Aggressivität gegenüber dem Menschen ist jedoch weit geringer als oft angenommen. Todesopfer gibt es hauptsächlich bei Allergikern, die durch allgemeine allergische Reaktionen auf das Gift einen Kreislaufzusammenbruch erleiden können.
In Japan sterben im Durchschnitt etwa 40 Menschen pro Jahr am Stich der Japanischen Riesenhornisse. 2013 kamen in der Provinz Shaanxi in China 42 Menschen durch Angriffe von asiatischen Riesenhornissen zu Tode. Die Angriffe auf Menschen resultieren meistens aus falschem Verhalten gegenüber den Tieren (nach ihnen schlagen, wegpusten oder sie zertreten). Lediglich bei der Verteidigung des Nestes reagieren die Tiere zum Teil aggressiv.
Die Larven und Puppen werden in China, Indien, besonders in Japan und in Taiwan gegessen. In Japan wird das Nest auch medizinisch genutzt.